# Hilde Leiter
Hilde Leiter, geb. Schlöss (* 14. April 1925 in Wien; † 5. Juli 2015), war eine österreichische Illustratorin, Schriftstellerin und bildende Künstlerin.

## Leben
Hilde Schlöss war die Schwester des Architekten Erich Schlöss (1920–2016). Sie studierte an der Akademie für angewandte Kunst in ihrer Geburtsstadt Wien und schloss 1949 mit dem Magister artium ab.
1955 heiratete sie den Schriftsteller Helmut Leiter (Hans Domenego), welcher Cheflektor und später Produktionsleiter des Verlages Jugend & Volk war. Dort erschienen ab 1956 einige Bilderbücher von Hilde Leiter, teilweise mit Texten ihres Ehemanns. Zusammen gaben sie das Kinderlexikon Werwiewas (1980) und andere Kinderbücher heraus. Auch an dem mehrfach ausgezeichneten Sprachbastelbuch (1975) war Hilde Leiter beteiligt. 1977 wurde sie für ihre Mitarbeit an dem Bastelbuch Im Fliederbusch das Krokodil singt wunderschöne Weisen mit dem Kinder- und Jugendbuchpreis der Stadt Wien ausgezeichnet. Weiters illustrierte sie Kinderbücher von Schriftstellern wie Mira Lobe, Käthe Recheis und Georg Bydlinski. Sie war auch Redakteurin und Illustratorin des Jahrbuchs des Österreichischen Buchklubs der Jugend. Charakteristisch für ihre Arbeiten sind kontrastreiche Farbkombinationen und eine heiter anmutende Vereinfachung bis hin zur Stilisierung.
Neben ihrer Tätigkeit als Illustratorin schrieb Hilde Leiter Gedichte und verfasste Kurzprosa für Anthologien, Schulbücher, Jugendzeitschriften und Rundfunksendungen. Für das Fernsehen steuerte sie Zeichnungen bei. Sie war auch als Übersetzerin aus dem Italienischen tätig. Als bildende Künstlerin schuf sie unter anderem Mosaike, Porträtzeichnungen, Aquarelle, Stoffbilder und Knüpfteppiche.
Hilde Leiter starb 2015 im Alter von 90 Jahren. Sie wurde auf dem Friedhof Maria Enzersdorf beigesetzt.

## Werke (Auswahl)
Bilderbücher

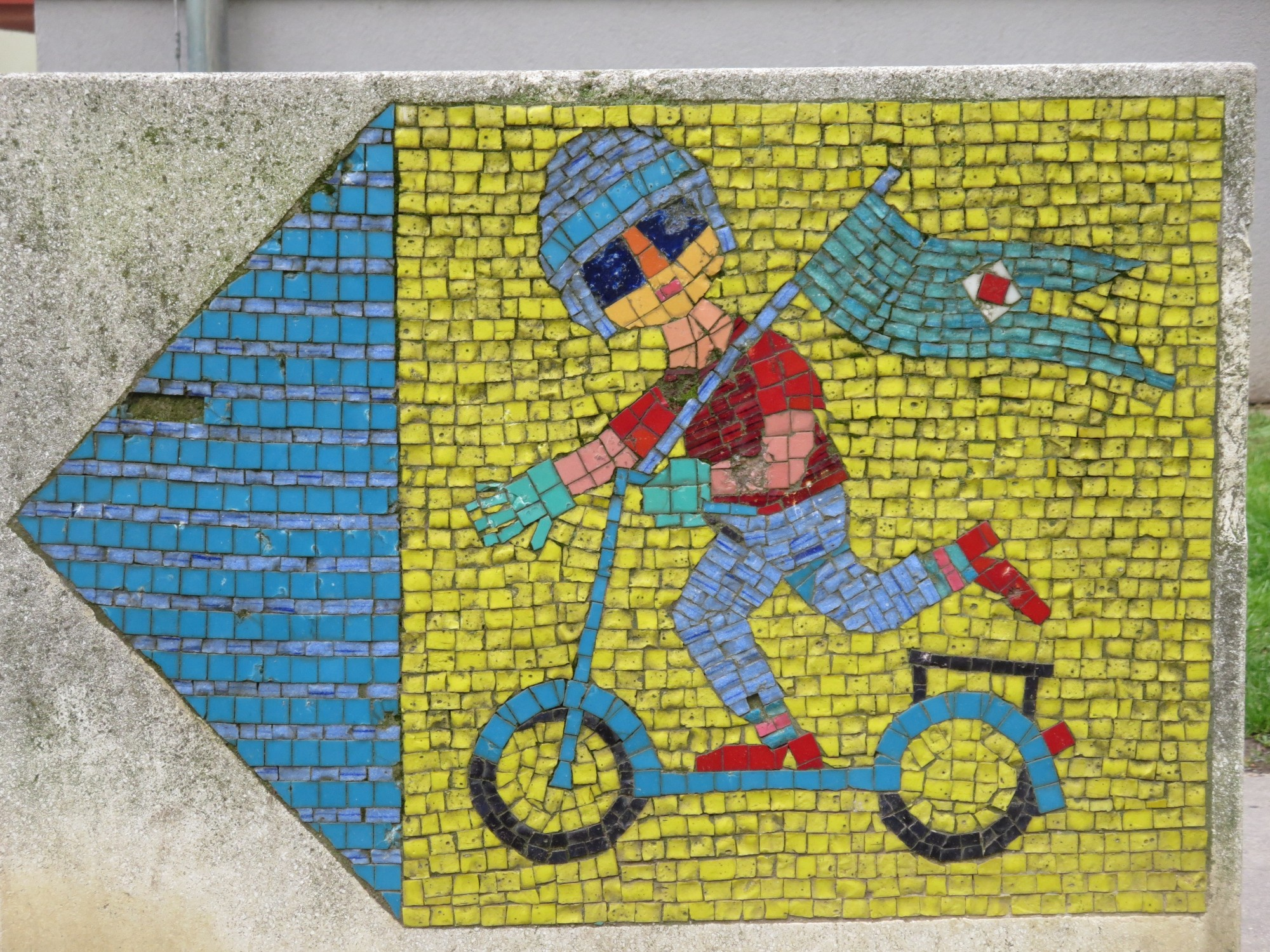
Mosaik-Wegweiser in Floridsdorf

- Was die Kinder spielen. Jugend & Volk, Wien 1962.
- Kennst du diese Tiere? Jugend & Volk, Wien 1962.
- Kennst du diese Berufe? Jugend & Volk, Wien 1962.

Illustrationen
- Friedl Hofbauer: Im Lande Schnipitzel: Gedichte und Geschichtengedichte. Jugend & Volk, Wien 1973, ISBN 3-7141-1121-2.
- Christine Busta: Die Zauberin Frau Zappelzeh: Gereimtes und Ungereimtes für Kinder und ihre Freunde. Müller, Salzburg 1979, ISBN 3-7013-0595-1.
- Helmut Leiter: Das ist Nikl. Jugend & Volk, Wien 1979, ISBN 3-7141-2114-5.
- Mira Lobe: Der kleine Troll und der grosse Zottel. Herder, Basel 1981, ISBN 3-210-24639-4.
- Georg Bydlinski: Der Mond heisst heute Michel: Gedichte für Kinder. Herder, Wien 1981, ISBN 3-210-24637-8.
- Lene Mayer-Skumanz, Käthe Recheis: Der König der Antilopen: Märchen aus aller Welt. Verlag St Gabriel, Mödling-Wien 1982, ISBN 3-85264-191-8.
- Käthe Recheis: Die Stimme des Donnervogels: Geschichten der Indianer. Verlag St. Gabriel, Mödling-Wien 1983, ISBN 3-85264-199-3.
- Helmut Leiter: Der Elefant im Porzellanladen: ein Geschichten-Bilder-Buch. Verlag St. Gabriel, Mödling-Wien 1988, ISBN 3-85264-297-3.
- Helmut Leiter: Die Dicken von der Burg und andere sagenhafte Geschichten. Dachs-Verlag, Wien 1990, ISBN 3-900763-56-9.

Herausgeberschaften (mit Helmut Leiter)
- Der Butzemann: Geschichten für alle Tage. Illustrationen von Rudolf Hautzinger. Jugend & Volk, Wien 1956.
- Das kleine Wetterhaus. Geschichten für alle Kinder. Illustrationen von Fritzi Weidner. Jugend & Volk, Wien 1958.
- Im Fliederbusch das Krokodil singt wunderschöne Weisen. Jugend & Volk, Wien 1977, ISBN 3-8113-1628-1.
- Werwiewas. Das Lexikon für Kinder. Jugend & Volk, Wien 1980, ISBN 3-7141-1222-7.
- Das Buch vom Winter. Jugend & Volk, Wien 1984, ISBN 3-224-11317-0.
- Das Buch vom Sommer. Jugend & Volk, Wien 1985, ISBN 3-224-11314-6.

Mosaike
- Hauszeichen Die vier Elemente und Schachfiguren, acht keramische Mosaike, Viktor-Kaplan-Straße 13, Wien-Donaustadt, 1966[5]
- Wegweiser und Verhaltensregeln, Glasmosaike auf Kunststeinquadern, Aistgasse 8–30 in Wien-Floridsdorf, 1970[6]